# TGV Paris Sud-Est

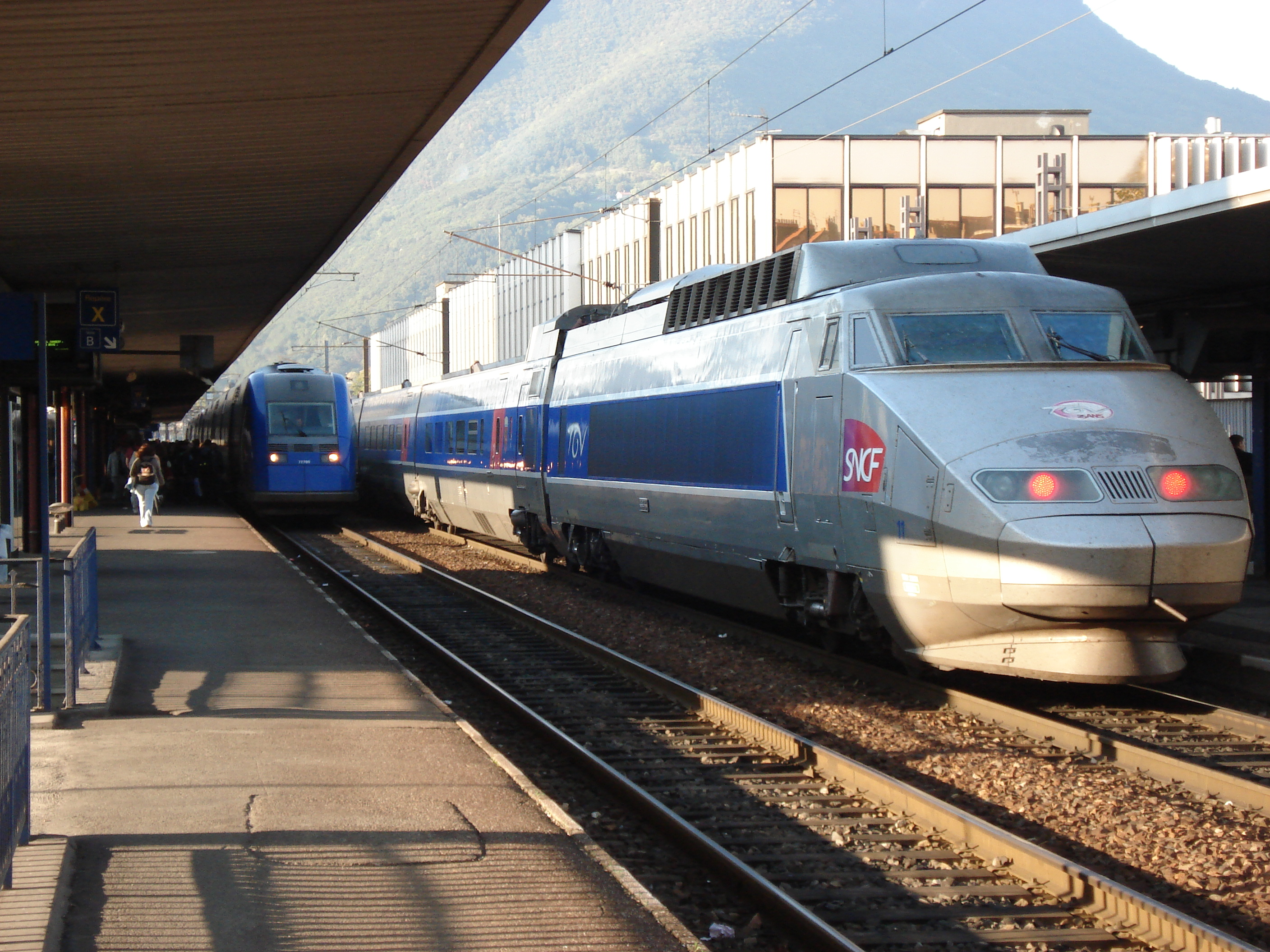
TGV PSE

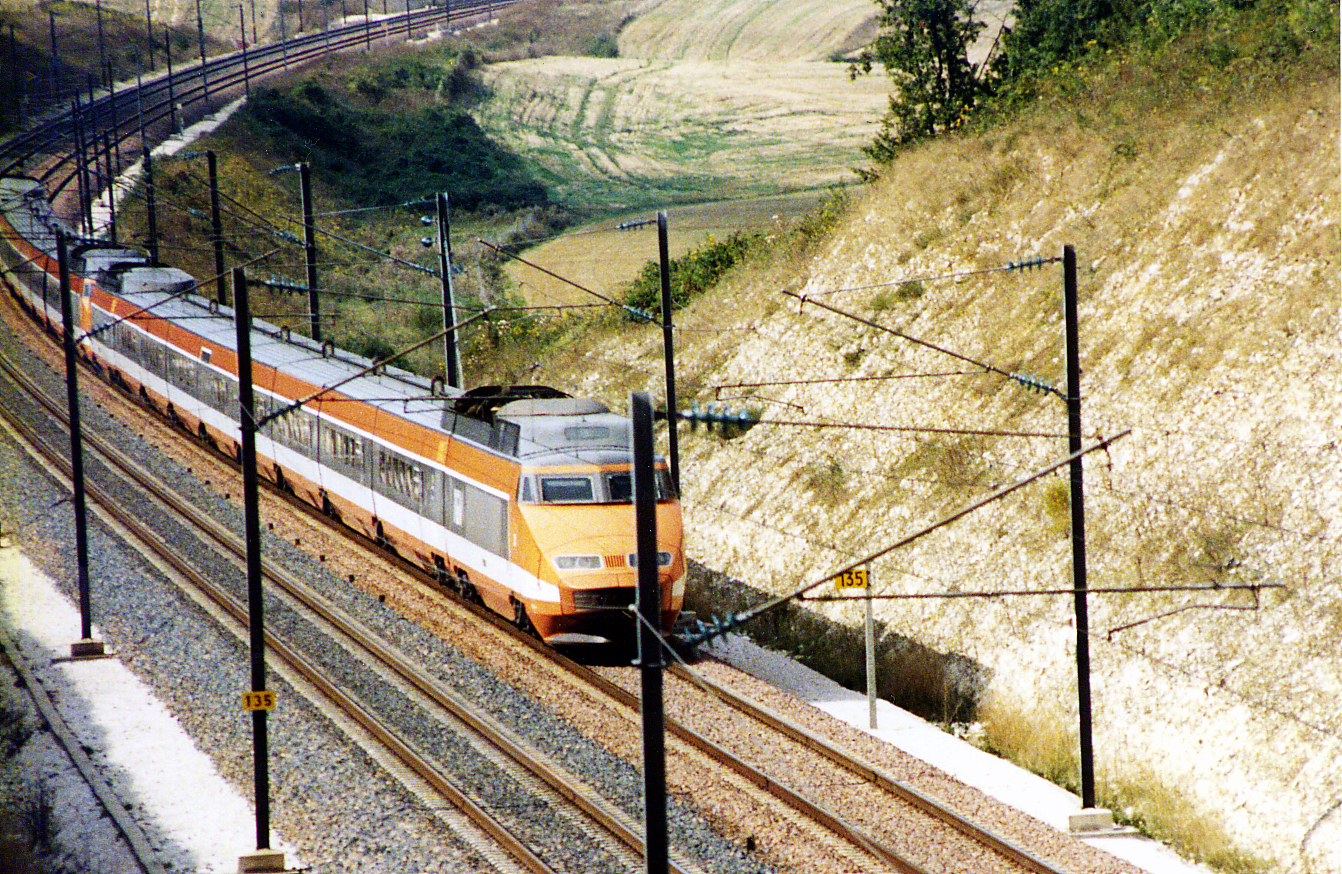
2 soupravy PSE v původním zbarvení, 1987

TGV PSE (Paris Sud-Est) je řada francouzských vysokorychlostních vlakových souprav provozovaných francouzským státním podnikem SNCF, vyrobených firmou Alstom (dříve GEC Alsthom). Vysokorychlostní koridor pro tento vlak (na kterém jsou zejména nasazovené) LGV SE byl budován mezi lety 1978 a 1988 a první využití bylo v roce 1981 k rychlému spojení Paříže a Lyonu. Nyní[zdroj?] zajíždí i do Švýcarska a Itálie.
Soupravy jsou dvousystémové (několik je třísystémových), může tedy jezdit po tratích s 25 kV/50 Hz, 1,5 kV DC (nebo i 15 kV 16 2/3 Hz). Maximální výkon činí 6450 kW. Původní maximální rychlost byla 270 km/h, modernizované soupravy ale mohou jezdit až 300 km/h.
Každá souprava je tvořena dvěma koncovými hnacími a transformátorovými vozy a osmi vloženými vozy s celkovou kapacitou 345 sedadel.